# 國立花蓮高級中學
國立花蓮高級中學（英語：National Hualien Senior High School），創校於1936年，簡稱花蓮高中、花蓮中學、花中，舊稱省花中、花蓮省中，位於台灣花蓮縣花蓮市，此學校的前身為台灣日治時期的花蓮港廳立花蓮港中學校，為位於花東縱谷的男子高級中學。

## 歷史

### 沿革
- 1936年：由花蓮地方人士捐資興建，初名為「花蓮港中學校」。
- 1937年：改制為「花蓮港廳立花蓮港中學校」。
- 1945年：臺灣戰後時期，校名改為「臺灣省立花蓮港中學」，設有初中部、高中部。
- 1946年：改為「臺灣省立花蓮中學」。
- 1968年：配合政府延長國民教育，停招初中部。
- 1970年：正式更名為「臺灣省立花蓮高級中學」。
- 2000年：定名為「國立花蓮高級中學」。
- 2002年：開始招收體育班及音樂班學生，男女兼收。
- 2020年：研議與國立東華大學合併成為東華附中[2]，於2021年暫緩合併[3]。

### 歷任校長
| 任別 | 任職時間   | 姓名       |
| ---- | ---------- | ---------- |
| 一   | 1936－1941 | 堀辰己     |
| 二   | 1941－1944 | 清水善次郎 |
| 三   | 1944－1945 | 池城安伴   |

| 任別 | 任職時間   | 姓名   |
| ---- | ---------- | ------ |
| 一   | 1946－1948 | 林民和 |
| 二   | 1948－1949 | 張鼎昌 |
| 三   | 1949－1954 | 陳國鈞 |
| 四   | 1954－1956 | 周封岐 |
| 五   | 1956－1957 | 許伯超 |
| 六   | 1957－1978 | 羅葆基 |
| 七   | 1978－1982 | 葉清元 |
| 八   | 1982－1987 | 張清德 |
| 九   | 1987－1993 | 喬兆坤 |
| 十   | 1993－1999 | 陳宣經 |
| 十一 | 1999－2002 | 李詩雲 |
| 十二 | 2002－2010 | 葉日陞 |
| 十三 | 2010－2014 | 謝寶珠 |
| 十四 | 2014－2020 | 詹滿福 |
| 十五 | 2020－     | 楊鵬耀 |

## 學校象徵

### 校訓
以天下為己任，惟詩書敦其仁。

### 精神象徵
白燈塔

## 校園環境
學校教學區面積6.2公頃，包含與校區連結的美崙田徑場可供活動面積共達9.6公頃。

### 縣定古蹟校建築
花蓮中學保存的建築有：
- 國立花蓮高級中學藝術文化教學中心（郭子究音樂文化館）
- 台灣省立花蓮中學教師宿舍群（花蓮港中學校寮）

另外花中校園曾有一些日治時期興建的建築，如原行政辦公廳大樓，學生多稱其為紅樓，於1991年拆除。

## 社團、學生組織

### 社團
- 服務性社團：花中花女紅十字會少年服務社、基層服務社、科學服務社、春暉社
- 學術性社團：模擬聯合國社、演辯社、軍事研究社、大眾傳播研究社、AI物聯網創課研究社、資訊研究社、國際教育交流社
- 學藝性社團：熱音社、流舞社、管樂社、國樂社、儀隊社、弦樂與民謠吉他社、嘻哈文化研究社、點心社、桌遊社、棋藝社、ACG研究學社
- 體育性社團：籃球社、桌球社、羽球社、棒壘球社、排球社、足球社

### 足球隊
花蓮高中與宜蘭高中、花蓮高農並列為台灣東部三大高中足球勁旅，曾於2003年榮獲全國青年盃亞軍，2005年獲得全國中等學校運動會足球賽亞軍，2019年奪下高中足球聯賽首冠。

#### 榮譽
- 高中足球聯賽
  - 2021：亞軍
  - 2019：冠軍
- 全國青年盃
  - 冠軍: 2004（18歲組） 2005（18歲組）
  - 亞軍: 2003（16歲組） 2008（16歲組）
  - 季軍: 2004（16歲組）
  - 殿軍: 2005（16歲組）
- 全國中等學校運動會足球賽
  - 亞軍: 2005
  - 殿軍: 2004

### 籃球隊
- 高中籃球聯賽乙組
  - 冠軍: 2010、2012

## 姊妹校
- 日本：沖繩縣立八重山商工高等學校（日语：沖縄県立八重山商工高等学校）

## 腳注
1. 1 2 3 4 5  中華民國教育部統計處. .   [2022-02-20]. （原始内容存档于2022-04-05） （中文（臺灣））.
2. ↑  自由評論網. . talk.ltn.com.tw.   [2020-02-23]. （原始内容存档于2020-02-23）.
3. ↑  張士哲. . TVBS新聞網. 2021-10-21  [2023-09-05]. （原始内容存档于2023-09-05）.
4. ↑  . 文化部國家文化記憶庫.   [2023-09-08]. （原始内容存档于2023-09-08）.

## 外部連結
- 國立花蓮高級中學